# Staryj Kowraj
Staryj Kowraj (ukr. Старий Коврай) – wieś na Ukrainie, w obwodzie czerkaskim, w rejonie złotonoskim. W 2001 liczyła 950 mieszkańców, wśród których 914 jako ojczysty język wskazało ukraiński, 27 rosyjski, 3 mołdawski, 4 białoruski, a 2 inny.

## Urodzeni
- Grigorij Dawidienko